# 2004年4月

## 4月30日
- 蒙古国肯特省额木讷德勒格尔县一匹马被证实感染炭疽病毒死亡，目前该县已经进入戒备状态。（页面存档备份，存于）

## 4月29日
- 非典：中国大陆9例——4例确诊，安徽省１例，北京3例；5例疑似病例，安徽1例，北京４例
- 马其顿：茨尔文科夫斯基在总统选举中获胜

## 4月28日
- 华人：美国华裔林恩成连任市长，这也是林恩成第3次担任核桃市市长。（页面存档备份，存于）
- 美国政府首次对垃圾电子邮件发送者提起刑事诉讼
- 美英联军虐待伊拉克战俘事件首次由美国媒体披露。

## 4月27日
- 国家主席胡锦涛会见来访的瑙鲁总统勒内·哈里斯（页面存档备份，存于）
- 利比亚领导人卡扎菲抵达欧盟委员会，开始对欧盟总部进行访问。这是1989年以来第一次访问欧洲大陆。（页面存档备份，存于）

## 4月25日
- 塞浦路斯就联合国提出的和平方案举行全民公决，塞浦路斯的希腊裔人投票反对合并方案。

## 4月24日
- 塞浦路斯希土两族就塞岛统一方案举行公投。（页面存档备份，存于） （页面存档备份，存于） （页面存档备份，存于），公投沒有通过：土族支持，希族反对 （页面存档备份，存于）

## 4月22日
- 捷克总统克劳斯访问中国大陆 （页面存档备份，存于） （页面存档备份，存于）
- 两辆装有燃料和化学物的火车在接近中国边境的朝鲜城市龙川发生冲撞，造成161人死亡，1,300人受伤，上万房屋被毁。
- 法国关闭最后一个煤矿井，结束了该国约200年的开采煤矿的历史。

## 4月21日
- 因电力不足，日本阳光号太阳观测卫星寿终正寝。（页面存档备份，存于）
- 北朝鲜领导人金正日自4月19日到21日对中国进行非正式访问（页面存档备份，存于），与温家宝（页面存档备份，存于）、江泽民（页面存档备份，存于）等中国要人进行了会谈。
- 中国第一颗通讯领域路由交换系统的核心芯片—“华夏网芯”问世。（页面存档备份，存于）
- 美籍华裔科学家王晓东当选美国科学院院士。（页面存档备份，存于）
- 因泄露核计划机密而以叛国罪入狱18年的以色列核武器专家莫迪凯·瓦努努（Mordechai Vanunu）获释。

## 4月20日
- 英国首相布莱尔宣布，英国政府将就欧洲宪法草案举行全民公决。

## 4月19日
- 越南不顾中国与菲律宾的强烈抗议，组织首次赴有争议的南沙群岛的旅游活动。（页面存档备份，存于）

## 4月18日
- 哈马斯新领导人阿卜杜拉·阿齐兹·兰提西被以色列暗杀身亡。兰提斯是今年3月刚刚接任被以色列暗杀的精神领袖亚辛出任哈马斯领导人的。（页面存档备份，存于）

## 4月17日
- 伊万·加什帕罗维奇当选斯洛伐克新总统。（页面存档备份，存于）
- 美国“机遇”号火星车在火星上驶出140多米，创下人类火星车在火星上单日行车最远距离的新纪录。

## 4月16日
- 天琴座流星雨将持续一周。（页面存档备份，存于）

## 4月15日
- 万维网发明者英国科学家蒂姆·伯纳斯·李获首届芬兰千年技术奖。（页面存档备份，存于）

## 4月14日
- 香港国际机场获2004年“全球最杰出机场”殊荣。（页面存档备份，存于）
- SOHO卫星发现第750颗彗星。（页面存档备份，存于）

## 4月10日
- 意大利总理贝卢斯科尼乘飞机抵达伊拉克。（新華社（页面存档备份，存于））

## 4月7日
- 日本福冈法院裁定小泉純一郎参拜靖国神社行为违反日本宪法。（页面存档备份，存于）

## 4月5日
- 英国女王伊丽莎白二世访问法国，纪念《英法友好协议》签署100周年。

## 4月4日
- 第23届香港电影金像奖揭晓，最佳电影为《大只佬》。
- 伊拉克局势持续动荡，支持萨达尔的伊拉克什叶派穆斯林武装分子在包括纳杰夫和萨德尔城等多处地点与美军爆发武装冲突。

## 4月3日
- 温家宝见日外相谈靖国神社、台湾、钓鱼岛问题。

## 4月2日
- 人大常委会开第八次会议，将对香港基本法释法。